# Podgóra (powiat radomski)
Podgóra – wieś w Polsce, położona w województwie mazowieckim, w powiecie radomskim, w gminie Gózd. Ma status sołectwa.
W latach 1975–1998 wieś należała administracyjnie do województwa radomskiego.
Wierni Kościoła rzymskokatolickiego należą do parafii św. Jana Chrzciciela w Tczowie.